# باربارا هانیگان
باربارا هانیگان (به انگلیسی: Barbara Hannigan) (زاده ۸ می ۱۹۷۱) خواننده سوپرانو و رهبر ارکستر کانادایی است. هانیگان چهره‌ای شناخته‌شده در اپرای معاصر است.
او همچنین در فیلم تغییرات کازانووا بازی کرده‌است.